# IBM 4250 (électrocomposeuse)
L'électrocomposeuse IBM 4250 (nom de code Bregg ou HiRes) a constitué en 1983 une tentative par IBM de s'implanter dans les arts graphiques, sur le marché du prépresse. Son but était d'utiliser la puissance de l'ordinateur pour fournir des textes de qualité professionnelle en évitant au client les frais d'achat élevés d'une photocomposeuse.

## Principe
Le principe de la 4250 était semblable à celui des imprimantes à aiguilles, les aiguilles étant remplacées par des électrodes qui venaient brûler le vernis d'un papier électrosensible, formant un pixel à chaque brûlure. Sa résolution était de 600 points par pouce (la moitié de celle d'une photocomposeuse de bas de gamme, donc, mais nettement meilleure que celle de l'imprimante à laser 3800 dont la résolution n'était que de 240 points par pouce). Une page A4 typique s'imprimait en trois minutes. Cette machine utilisait un papier spécial en rouleaux de différentes largeurs allant de 210 mm jusqu'à 420 mm.
Des accords avec la société Monotype permettaient la distribution de polices comme la Bodoni ou la Times New Roman sous forme de fichiers (matrices de points) accompagnant la machine et ses logiciels (essentiellement le DCF, Document Composition Facility, qui travaillait en langage SCRIPT/VS et en langage Generalized Markup Language (GML), ancêtre du SGML).

## Histoire commerciale
IBM était déjà présente de façon marginale dans le secteur avec sa compocarte, composeuse utilisant la technologie de la sphère d'impression Selectric (« IBM à boule », dans le langage courant). Un logiciel nommé ATMS permettait des sorties sur photocomposeuses, mais fut abandonné juste avant la sortie de la 4250 au profit du logiciel Document Composition Facility, plus général et plus souple d'emploi (voir SGML).
La 4250 fut présentée au salon des Techniques papetières et graphiques (TPG) de Paris en 1983, en y éditant chaque jour un quotidien du salon avec une équipe minimale (deux personnes). Elle commença par connaître un certain succès auprès des services informatiques des entreprises désirant étendre leurs activités et devenir des centres d'impression de haute qualité. Elle fut également commandée par quelques journaux. 
Les imprimantes laser faisaient toutefois des progrès très rapides. Moins de huit ans après la sortie de la 4250 commencèrent à apparaître des imprimantes à laser ayant la même résolution qu'elle, puis la dépassant, pour un coût comparable. La technique d'électro-érosion fut donc abandonnée alors même que les laboratoires développaient le support en Postscript de la 4250.